# Woodville (Alabama)
Woodville ist eine Kleinstadt in Jackson County im Nordosten des US-Bundesstaates Alabama mit 723 Einwohnern (Stand 2019). Die Stadtvertretung besteht in der Form eines Mayor Council Governments.

## Geschichte
Der erste Siedler im heutigen Woodville war 1815 der in Tennessee geborene Henry Derrick. Die Stadt wurde zunächst als Old Woodville bezeichnet und erhielt ihren Namen nach den Bewohnern Richard und Annie Wood. Am 13. Dezember 1819 wurde die Stadt durch eine Verordnung der Alabama State Legislature offiziell als Woodville gegründet, einen Tag bevor Alabama 22. Bundesstaat der Vereinigten Staaten wurde. Woodville befand sich innerhalb der Grenzen des 1821 gegründeten Decatur County und wurde zu dessen Verwaltungssitz ernannt. Decatur County wurde jedoch 1825 aufgelöst und mit Jackson County vereinigt.
Woodville lag an einer Handelsroute zwischen Huntsville und Scottsboro und war ein Handelsplatz für Farmer aus der Umgebung. 1869 gab es nahe der Stadt eine Schießerei zwischen zwei verfeindeten einheimischen Familien, bei der zwei Teilnehmer starben. In den 1870er Jahren baute die Nashville, Chattanooga and St. Louis Railway eine Eisenbahnstrecke durch die Stadt. Die erste Schule, die Green Academy, wurde 1890 etwas außerhalb des Stadtzentrums auf dem nahegelegenen Cumberland Mountain gebaut. Woodville erhielt am 12. Mai 1890 den Status einer Gemeinde, verlor diesen sieben Jahre später und erhielt ihn 1912 wieder zurück.

## Verkehr
Woodville ist an den State Highway 35, der auf nordost-südwestlicher Achse durch die Stadt führt, und den U.S. Highway 72, der in Ost-West-Richtung südlich der Stadt verläuft, angebunden.

## Veranstaltungen und Sehenswürdigkeiten
Das Bob Jones Community Center wurde nach dem Kongressabgeordneten Bob Jones benannt und beherbergt Banketträume mit einer voll ausgestatteten Küche. Das 1909 errichtete Gebäude beherbergt auch die Sammlungen des Woodville Historical Center mit Schwerpunkt auf die Stadtgeschichte. Nordwestlich der Stadt befindet sich das Fern Cave National Wildlife Refuge.